# New York Red Bulls
New York Red Bulls este o echipă de fotbal din S.U.A.

## Lot actual
Actualizat la 23 iulie 2025.
| Nr. |                            | Poziție | Jucător                    |
| --- | -------------------------- | ------- | -------------------------- |
| 1   | Statele Unite ale Americii | P       | AJ Marcucci                |
| 3   | Suedia                     | F       | Noah Eile                  |
| 5   | Panama                     | F       | Omar Valencia              |
| 6   | Statele Unite ale Americii | F       | Kyle Duncan                |
| 7   | Polonia                    | A       | Wiktor Bogacz              |
| 8   | Statele Unite ale Americii | M       | Peter Stroud               |
| 9   | Scoția                     | M       | Lewis Morgan               |
| 10  | Suedia                     | M       | Emil Forsberg (căpitan)    |
| 12  | Statele Unite ale Americii | F       | Dylan Nealis               |
| 13  | Camerun                    | A       | Eric Maxim Choupo-Moting   |
| 14  | Chile                      | F       | Marcelo Morales            |
| 15  | Statele Unite ale Americii | F       | Sean Nealis (vice-căpitan) |
| 16  | Statele Unite ale Americii | A       | Julian Hall                |
| 17  | Statele Unite ale Americii | A       | Cameron Harper             |
| 19  | Venezuela                  | M       | Wikelman Carmona           |
| 21  | Anglia                     | P       | Aidan Stokes               |

| Nr. |                            | Poziție | Jucător                       |
| --- | -------------------------- | ------- | ----------------------------- |
| 22  | Norvegia                   | A       | Dennis Gjengaar               |
| 24  | Statele Unite ale Americii | F       | Curtis Ofori                  |
| 26  | Statele Unite ale Americii | F       | Tim Parker                    |
| 27  | Statele Unite ale Americii | F       | Davi Alexandre                |
| 31  | Paraguay                   | P       | Carlos Coronel (vice-căpitan) |
| 33  | Statele Unite ale Americii | A       | Roald Mitchell                |
| 37  | Ghana                      | M       | Mohammed Sofo                 |
| 42  | Germania                   | F       | Alexander Hack                |
| 44  | Canada                     | F       | Raheem Edwards                |
| 48  | Ghana                      | M       | Ronald Donkor                 |
| 66  | Statele Unite ale Americii | A       | Tanner Rosborough             |
| 75  | Statele Unite ale Americii | M       | Daniel Edelman                |
| 77  | Statele Unite ale Americii | M       | Adri Mehmeti                  |
| 81  | Statele Unite ale Americii | A       | Serge Ngoma                   |
| 88  | Antigua și Barbuda         | M       | Aiden Jarvis                  |
|     | Suedia                     | M       | Gustav Berggren               |